# Jim Greco
Pour les articles homonymes, voir Greco.
Jim Greco, né le 25 décembre 1977 à New Haven (Connecticut), est un skateboarder professionnel. Il réside aujourd'hui[Quand ?] à Hollywood.

## Biographie
Jim Greco Il apparait dans les vidéos de skate Asian Goddess de Hook-Ups Skateboards, Baker Bootleg (projet de Andrew Reynolds avant la création de Baker Skateboards) (1997), Misled Youth (1999) de Zero Skateboards, Baker 2G (2000), This is Skateboarding de Emerica footwear, Baker 3 (2005) et Baker has a Deatwish de Baker Skateboards et Deathwish Skateboards (2008).
Ses sponsors sont Deathwish (la marque qu'il a créée avec Antwuan Dixon et Erik Ellington), Independent Trucks, KR3W Clothing, Active Mailorder, KR3W et Supra shoes.
Il fait partie des Piss Drunk tout comme Andrew Reynolds, Dustin Dollin, Erik Ellington et Ali Boulala. Ce skater est nommé par Transworld Magazine « légende des gaps »[C'est-à-dire ?][réf. nécessaire].